# 氢氧化镁
氢氧化镁（化学式：Mg(OH)2）是镁的氢氧化物，为白色晶体或粉末，微溶于水，广泛用作阻燃剂、抗酸剂和胃酸中和剂。氢氧化镁在水中的悬浊液称为氢氧化镁乳剂，简称镁乳，用于中和过多的胃酸和治疗便秘。

## 性质
氢氧化镁是无色六方柱晶体或白色粉末，难溶于水和醇，溶于稀酸和铵盐溶液，水溶液呈碱性。在水中的溶解度很小，然而它是强电解质，溶於水部分的氫氧化鎂是百分百完全電離。18℃时溶解度为 0.0009g/100g，Ksp = 1.5 × 10−11。
与氧化镁一样易吸收空气中的二氧化碳，逐渐形成组成为 5MgO·4CO2·xH2O 的碱式碳酸盐。
在高于350℃时分解为氧化镁和水，但只有在1800℃以上才能完全脱水。
{\displaystyle {\rm {\ Mg(OH)_{2}\rightarrow MgO+H_{2}O}}}

## 结构
氢氧化镁的天然矿物水镁石有碘化镉类型的层状结构，同一层中每一个 Mg2+ 以八面体型为6个 OH− 所包围，每个 OH− 与同层的3个 Mg2+ 成键，并与邻层的3个 OH− 相接触。OH− 垂直于层，并由于 Mg2+ 的电正性而把质子排斥到层的另一边，因此层与层之间无氢键形成，是靠凡得瓦力结合在一起的。图 （页面存档备份，存于）
活性氧化镁可以经水合作用生成氢氧化镁晶体，但即便是从镁盐溶液中沉淀出来的胶状氢氧化镁，X射线衍射分析结果证明也只是粗的晶体。在碱性溶液中加热到200℃以上时变成六方晶系结晶。

## 制备
镁与沸水反应：Mg+2H2O = Mg(OH)2+H2↑
由镁盐溶液与氢氧化物溶液（如氢氧化钠、氢氧化钾）反应沉淀而得：
{\displaystyle {\rm {\ Mg^{2+}+2OH^{-}\rightarrow Mg(OH)_{2}\downarrow }}}
沸水中碳酸镁可转变为溶解性更低的氢氧化镁。

## 反應
氫氧化鎂在加熱到攝氏332度時會分解，反應式為：
{\displaystyle {\rm {\ Mg(OH)_{2}\rightarrow MgO+H_{2}O}}}

## 用途
氢氧化镁广泛用作塑料、树脂、橡胶、油漆等材料的阻燃填充剂，以及治疗胃酸过多的抗酸剂，含酸废水的中和剂，脱硫剂、缓泻剂、除臭剂等。此外它也用于电子行业、医药、砂糖的精制和制取其他镁化合物（如硫酸镁和氧化镁）。
氢氧化镁有阻燃性质的原因是：它在340℃以上便发生分解，生成氧化镁和水，吸收燃烧物表面的热量。生成大量水分有稀释和隔绝燃烧物表面空气（氧气）的作用，分解生成的活性氧化镁固体则是耐高温物质，附着于可燃物表面进一步阻止燃烧进行。氢氧化镁分解时不产生腐蚀性和有毒气体，而且它呈碱性，可以吸收和中和燃烧时释放出的酸性气体如二氧化碳、二氧化硫和氮氧化物，分解生成的活性氧化镁也可以吸收燃烧时产生的有害气体、烟雾和未完全燃烧的熔化残留物，消除烟雾，使熔滴的产生过程停止，从而达到阻燃的目的。
氫氧化鎂用作除臭劑，是因為其在大自然含量比較豐富，而其化學性質亦與鋁較相近，所以近年在市面開始有用氫氧化鎂來取代氯化鋁用於香體產品。